# Grand Theft Auto Online
Grand Theft Auto Online é um jogo eletrônico de ação-aventura desenvolvido pela Rockstar North e publicado pela Rockstar Games. Foi lançado em 1 de outubro de 2013 para PlayStation 3 e Xbox 360, em 18 de novembro de 2014 para PlayStation 4 e Xbox One, em 14 de abril de 2015 para Microsoft Windows, e em 15 de março de 2022 para PlayStation 5 e Xbox Series X/S. É um jogo multijogador num mundo aberto e persistente que contempla o modo multijogador do jogo Grand Theft Auto V. É baseado no estado fictício de San Andreas e permite que até 30 jogadores explorem o mundo para que participem de jogos competitivos ou cooperativos.
Em finais de 2012, a Rockstar afirmou que "redefinir o multijogador em mundo aberto em algo realmente muito especial" teve um enorme foco na produção de Grand Theft Auto V. Grand Theft Auto Online foi concebido para ser uma experiência em separado, que se materializaria no seu próprio jogo num mundo em constante evolução. Grand Theft Auto Online permite até trinta jogadores explorar livremente o ambiente do jogo do modo de um jogador. Os jogadores podem se ajudar uns aos outros em várias atividades, como corridas ou assaltos a bancos. Para muitas dessas actividades, os parâmetros podem ser determinados pelos jogadores, como criar a pista para as corridas ou criar a zona de armas para os jogos deathmatch.
O multijogador competitivo coloca equipas de jogadores, conhecidas como "crews" (equipas), umas contra as outras em jogos de deathmatch . "Crews" do multijogador de Max Payne 3 passarão para Grand Theft Auto Online; através do Social Club. A Rockstar Games está focada em interligar os modos multijogadores dos seus jogos. Um jogador pode pertencer até cinco equipas, ou criar a sua própria. O sucesso em jogos no multijogador dará ao jogador pontos de experiência para a sua equipa, progredindo assim nas tabelas de liderança online.
Aquando do lançamento, os jogadores depararam-se com dificuldades para ligar-se aos servidores do jogo e ao serviço Social Club e bloqueios durante os tempos de carregamento nas missões iniciais. Em resposta, foi lançada uma actualização para as consolas, resolvendo os problemas; as micro-transações também foram suspensas como meio de precaução. Os problemas persistiram durante a segunda semana após o lançamento, com alguns jogadores a relatarem que os progressos para seus personagens tinham desaparecido. A 10 de Outubro de 2013 foi lançada uma nova actualização pela Rockstar para prevenir as ultimas queixas. A 5 de Novembro de 2013 foi editada uma nova atualização (1.05) para corrigir vários problemas técnicos, como por exemplo perdas de progressão e de dinheiro usado online. Como compensação pelos problemas, a Rockstar começou a oferecer a partir de 7 de Novembro de 2013 um estimulo de GTA$500,000 (moeda usada em-jogo), a todos os jogadores que estão ligados a Grand Theft Auto Online desde o seu lançamento.
Grand Theft Auto Online ficou disponível a 1 de Outubro de 2013, e a equipa de produção irá continuar a produzir conteúdo adicional para o serviço após o seu lançamento, disponibilizado através de atualizações; por exemplo o pacote gratuito ‘Beach Bum’, que ficou disponível a 19 de Novembro de 2013, que inclui trabalhos adicionais entre outras opções.

## Conteúdo adicional
| 2013 | Beach Bum Update                         |
| 2013 | Holiday Gifts                            |
| 2014 | Valentine's Day Massacre Special         |
| 2014 | Business Update                          |
| 2014 | High Life Update                         |
| 2014 | I'm Not a Hipster Update                 |
| 2014 | Independence Day Special                 |
| 2014 | San Andreas Flight School Update         |
| 2014 | Last Team Standing Update                |
| 2014 | Festive Surprise                         |
| 2015 | Heists                                   |
| 2015 | Ill-Gotten Gains Part 1                  |
| 2015 | Ill-Gotten Gains Part 2                  |
| 2015 | Freemode Events Update                   |
| 2015 | Lowriders                                |
| 2015 | Halloween Surprise                       |
| 2015 | Executives and Other Criminals           |
| 2015 | Festive Surprise 2015                    |
| 2016 | January 2016 Update / Drop Zone Update   |
| 2016 | Be My Valentine                          |
| 2016 | Lowriders: Custom Classics               |
| 2016 | Further Adventures in Finance and Felony |
| 2016 | Cunning Stunts                           |
| 2016 | Bikers                                   |
| 2016 | Import/Export                            |
| 2017 | Cunning Stunts: Special Vehicle Circuit  |
| 2017 | Gunrunning                               |
| 2017 | Smuggler's Run                           |
| 2017 | The Doomsday Heist                       |
| 2018 | Southern San Andreas Super Sport Series  |
| 2018 | After Hours                              |
| 2018 | Arena War                                |
| 2019 | The Diamond Casino & Resort              |
| 2019 | The Diamond Casino Heist                 |
| 2020 | Los Santos Summer Special                |
| 2020 | The Cayo Perico Heist                    |
| 2021 | Los Santos Tuners                        |
| 2021 | The Contract                             |
| 2022 | The Criminal Enterprises                 |
| 2022 | Los Santos Drug Wars                     |
| 2023 | San Andreas Mercenaries                  |
| 2023 | The Chop Shop                            |
| 2024 | Bottom Dollar Bounties                   |
| 2024 | Agents of Sabotage                       |
| 2025 | Money Fronts                             |

Todo o conteúdo para download (DLC) é continuamente adicionado ao Grand Theft Auto Online por meio de atualizações gratuitas do título.
2013: "Atualização Praiano" "Presentes de Natal
2014: Especial Massacre de São Valentim Atualização Executiva" Atualização Ostentação Atualização Não Sou Hipster Especial Dia da Independência Atualização Escola de Aviação de San Andreas Atualização Última Equipe Sobrevivente Surpresa Festiva
2015: Golpes 'Dinheiro Sujo Parte 1  Dinheiro Sujo Parte 2 Atualização Eventos de Modo Livre Lowriders" Surpresa de Halloween Executivos e Outros Criminosos Surpresa Festiva 2015
2016: Atualização de Janeiro de 2016 / Atualização Zona de Salto Fica Comigo Lowriders: Clássicos Personalizados Loucas Aventuras à Beira da Lei Manobras e Crânios Rachados Motoqueiros Importação/Exportação
2017: Manobras e Crânios Rachados: Circuitos Especiais 'Tráfico de Armas Acima da Lei O Golpe do Juízo Final
2018: Velozes e Estilosos em San Andreas Night na Balada Arena de Guerra
2019: O Cassino e Resort Diamond O Golpe do Cassino Diamond
2020: Especial de Verão em Los Santos O Golpe de Cayo Perico
2021: Los Santos Tuners The Contract
2022: The Criminal Enterprises Los Santos Drug Wars
2023: Los Santos Drug Wars: Última Dose San Andreas Mercenaries The Chop Shop
2024: "Cluckin Bell Farm Raid" "Bottom Dolar Bounties" "Agents of Sabotage"

### 2013
A Atualização Praiano, lançada em 19 de novembro de 2013, adicionou mais serviços temáticos de praia e conteúdo de personalização para os jogadores. A atualização Criadores de Mata-mata e de Corrida foi lançada em 11 de dezembro e permitiu que os jogadores criassem suas próprias corridas e mata-matas. A atualização Captura foi lançada em 17 de dezembro e adicionou um novo modo de jogo chamado Captura, inspirado no clássico captura à bandeira. No dia 24 de dezembro, a atualização Presentes de Natal adicionou itens temáticos de natal, descontos em veículos do jogo, armas, apartamentos e outros itens, além de adicionar neve ao mundo do jogo. Todos os presentes de natal introduzidos nesta atualização foram removidos em 5 de janeiro de 2014.

### 2014
Coincidindo com o Dia de São Valentim de 2014, a atualização Especial Massacre de São Valentim foi lançada em 13 de fevereiro e adicionou conteúdo temático inspirado em Bonnie e Clyde ao jogo por tempo limitado, até o final de fevereiro. A Atualização Executiva, lançada em 4 de março, adicionou vários itens temáticos de negócios ao jogo. Em 11 de abril, a Atualização Criador de Capturas foi lançada, permitindo aos jogadores criar seus próprios Serviços de Captura usando o Criador de Conteúdo. A Atualização Ostentação, lançada em 13 de maio, adicionou diversas novas missões de contato, novos veículos, peças de roupa e armas. Também foram adicionados novos apartamentos, a capacidade de possuir duas propriedades simultaneamente e a estatística de jogabilidade Estado Mental, que monitora o comportamento do jogador no jogo. A atualização Eu Não Sou Hipster foi lançada em 17 de junho e adicionou itens de personalização temáticos de hipster, além de veículos e com estilo retrô.